# Abocador de roba d'Atacama
L'abocador de roba d'Atacama és un abocador il·legal de roba usada, pneumàtics i altres deixalles provinents d'Europa i dels Estats Units d'Amèrica, que es troba als afores de la comuna d'Alto Hospicio, un indret que en el passat va ser conegut per l'explotació minera d'or blanc, a prop de la ciutat xilena d'Iquique, al desert d'Atacama.

## Història
Les primeres denúncies ambientals de l'abocador es van realitzar l'any 2008, però no va ser fins al 29 de març de 2022 quan l'advocada ambientalista Paulin Silva va realitzar una demanda per dany ambiental a la República de Xile que la situació va despertar l'interès internacional.
Pel que fa a les responsabilitats, a l'àrea hi ha la Zona Franca d'Iquique, on operen almenys 50 empreses importadores de roba, i s'estima que només es ven el 20% de la roba que s'ingressa i la resta s'aboca al desert. Cada any pel port d'Iquique ingressen al voltant de 59.000 tones de roba usada en contenidors. Gran part d'aquesta roba arriba a la popular Zona Franca, també coneguda com a Zofri, on importadors de roba revisen aquests contenidors seleccionant roba de primera i segona categoria per a la venda, i rebutjant la resta.
La periodista xilena Fernanda Paúl, a través del portal de notícies BBC News Mundo, va donar a conèixer que 40.000 tones de la roba usada a l'any acaben a les escombraries, en un dels abocadors clandestins més grans de Xile i del món, a més, va indicar que «la roba de segona mà es ven a tot Xile i és un negoci completament legal, el que no està regulat és que es fa amb allò que no es ven».
Encara que a Xile està prohibit llençar deixalles tèxtils en abocadors habilitats perquè afecten el sòl i la salut de les persones, se segueix realitzant aquesta activitat il·legal sense tenir en compte que les deixalles tèxtils triguen al voltant de 200 anys a desintegrar-se, essent la indústria de la moda la segona més contaminant, després del la del petroli, gràcies al fast fashion. Segons Greenpeace, «la producció d'aquesta roba representa el 10% de les emissions de CO2 global, l'equivalent al que allibera la Unió Europea per si sola». A més de la contaminació, la indústria de la moda és acusada des de fa molts anys d'explotació laboral i infantil a països com Bangladesh, Índia, Malàisia i Xina. Mentrestant, la roba es va desintegrant amb el sol, fet que genera que els microplàstics de la roba arribin fins al mar i les poblacions limítrofes.
Malgrat que la Unió de Recicladors de la Regió de Tarapacá es dedica a reciclar i reutilitzar-ne una part per a crear nous productes, la seva tasca és insuficient.
Chilevisión i Canal 13 van donar a conèixer al maig de 2023 que l'abocador es pot veure des de l'espai a través d'imatgeria satel·litària d'alta resolució, permetent comparar la mida de l'abocador de roba amb la comuna d'Alto Hospicio, generant un impacte més gran per la ja anomenada «gran taca d'escombraries de la moda».